# 3672 Stevedberg
A 3672 Stevedberg (ideiglenes jelöléssel 1985 QQ) a Naprendszer kisbolygóövében található aszteroida. Edward L. G. Bowell fedezte fel 1985. augusztus 22-én.